# Flakpanzer I
2 cm FlaK 38 (Sf) auf Panzerkampfwagen I Ausf. A (скор. Flakpanzer I) — німецька зенітна самохідна установка (ЗСУ) періоду Другої Світової війни, легка по масі. Ця бойова машина була створена на початку 1941 року фірмами «Алькетт» («Alkett») і «Штевер» («Stoewer») на базі легкого танка Panzerkampfwagen I. Стимулом для появи цієї САУ стало бажання Управління озброєнь сухопутних сил (нім. Heereswaffenamt) мати мобільну зенітну артилерію на броньованій самохідній базі.

## Французька кампанія (1940)
По ходу боїв французької кампанії Вермахту цілком успішно використовував зенітні самохідні установки, що представляли собою встановлені на платформи напівгусіничних тягачів обертові частини різних зенітних артилерійських систем. Вони застосовувалися не тільки в цілях ППО, але і для безпосередньої вогневої підтримки своїх військ. У 1940 році, під час бойових дій у Франції підрозділи ППО вермахту мали на озброєнні 20-мм автоматичну гармату на шасі 1-тонного напівгусеничного тягача (Sd Kfz 10/4), недолік якого виявився дуже швидко — він не був броньованим. Повна відсутність бронювання навіть при діях у другому ешелоні нерідко призводила до втрат серед екіпажів таких ЗСУ і пошкоджень їх матеріальної частини навіть від рушнично-кулеметного вогню противника. Логічним висновком стало прагнення армійського керівництва підвищити їх захищеність шляхом встановлення зенітних гармат на танкові шасі. Потреба в гусеничній машині, що мала б броньовий захист екіпажа, була усвідомлена вже у 1940 році, але в період військових успіхів не було часу на її розробку. Однак станом на 1941 рік єдиним доступним варіантом для такої конверсії виявилися дещо застарілі легкі танки Panzerkampfwagen I первинній модифікації A. Для цього були причини: через обмежені можливості виробництва озброєнь пріоритетним напрямком був випуск бойових танків. Використання їхніх ходових частин для переробки в зенітні танки не розглядалося — зрештою була досить велика кількість застарілих легких танків, які могли придатися для цього.

## Початок виробництва
Розпорядження про переробку ходової частини виходило від Відділу артилерійсько-технічного постачання сухопутних військ (Heerswaffenamt/WaPruf 6) і було скероване до двох фірм — Alkett (Berlin-Tegel) і Daimler-Benz (Berlin-Marienfelde). Однак інші джерела стверджують, що переробка здійснювалася на фірмі Stoewer у Штеттіні. Тому більш ймовірним є припущення, що Stoewer взяв на себе остаточну функцію складання танка з деталей.
У Штеттині фірма «Штевер» розпочала переробку танків Panzerkampfwagen I в ЗСУ.

## Особливості конструкції
З базового танка знімалася вежа, зрізалися підбаштова коробка і надмоторне бронювання, а замість них на платформі над середньою і кормовою частиною машини відкрито встановлювалася обертова частина 20-мм автоматичної зенітної гармати Flak 38. Через малі розміри бази передбачався додатковий причіп Sonderanhänger 51 для транспортування частини боєкомплекту і змінних стволів для гармати. Всього, за різними даними, таким чином було перероблено 24 або 26 танків Panzerkampfwagen I.
Щоб забезпечити гарматі оптимальний центр ваги, лобова броня була зміщена до переду на 18-20 см. Для збільшення площі гарматна платформа була обладнана додатковими закріпленими на шарнірах стулками. Бічні стулки були з неброньованої сталі й тому не забезпечували захист від вогню піхоти супротивника, а задня стулка більшою мірою служила як опора для частин озброєння.
На новоствореній платформі зенітна гармата Flak 38 була зміщена вправо відносно осі машини, за рахунок чого водій одержав кращий доступ до відділення керування. Сама гармата не була закріплена «намертво» і могла бути вручну демонтована силами розрахунку за 4 хвилини й за 6 хвилин знову встановлена на платформу. Особиста зброя — карабіни Маузер 98К. Частина боєприпасів для гармати укладалися усередині танка за сидінням водія. Більша частина боєприпасів і запасні стволи до гармат перевозилися в спеціальному причепі (Sd. Ah.51), там же в дерев'яних ящиках перевозилися й особисті речі екіпажа. Для причепа Sd. Ah. 51 зенітний танк одержав новий подовжений зчіпний пристрій. Зв'язок між машинами здійснювалася за допомогою сигналів, що подаються прапорцями, тому що радіоустаткування було демонтовано.
Основні шасі для переробки надала 1-а рота 610-го транспортного батальйону (Munitiontransportabteilung 610) де використовувались Panzer I Ausf.A як транспортери боєприпасів. Як озброєння зенітного танка використали 20-мм автоматичну зенітну гармату Flak 38 з бойовою скорострільністю 220 пострілів на хвилину.
Створена для Panzer I Ausf.А ходова частина була в багатьох аспектах невдалою, що заповідало проблеми для майбутніх екіпажів: базова машина, яка була розрахована на екіпаж з двох осіб при повному бронезахисті, тепер повинна була мати екіпаж від 5 до 8 чоловік, що суттєво збільшувало навантаження на ходову частину. Заднє напрямне колесо (лінивець) було на рівні ґрунту, тому при різких поворотах танк скидав гусениці, що при використанні зенітної гармати для стрілянини по наземним цілям могло призвести до фатальних наслідків.
Крім того, танк мав досить ненадійну трансмісію й слабкий двигун у 57 к. с. (з повітряним охолодженням), що довго доставляв неприємності, швидко нагрівався: на глушниках можна було навіть попекти пальці. Численні недоліки вели до необхідності створення поліпшеного варіанта на шасі Panzer I Ausf.В, що в 1941 р. однаково вже був застарілим. Хоча в цій модифікації було більше місця для екіпажа, базовою моделлю чомусь була обрана ходова частина Ausf.А. Всі ці істотні недоліки вказували на те, що при цій переробці треба було зробити зенітний танк мобільним, всюдихідним й у найкоротший час. Призначався він для боротьби з низколітаючими літаками (штурмовиками) в похідних порядках сухопутних військ.
Проте, зроблений серією в кількості 24 одиниць, Flakpanzer I став першим зенітним танком вермахту.

## Бойове застосування
Наприкінці серпня 1941 року батальйон залізничним транспортом проїхав через Берлін, Дрезден, Будапешт, Прагу, у Румунію в район Ясс. Відтіля почався «довгий марш» — щонайменше 600 км — у передбачуваний район бойових дій на південній ділянці Східного фронту.
Всі випущені Flakpanzer I використовувалися у сформованому в 1941 році 614-му зенітному моторизованому батальйоні, який воював виключно на Східному фронті. Через велику зношеність ходових частин його ЗСУ часто перебували в ремонті, а через панування Люфтваффе в повітрі для цілей ППО вони залучалися не настільки часто. Нерідко їх застосовували для безпосередньої вогневої підтримки своїх військ проти наземних цілей. У цій якості Flakpanzer I удостоїлися змішаних оцінок — в ряді бойових епізодів вони показали хороші результати проти радянських стрілецьких частин, але і бойові втрати були суттєвими — позначалися повна відсутність захисту у членів екіпажу, які обслуговували гармату, а також слабке бронювання ходової частини.
Спочатку на батальйон були покладені завдання з охорони мостів через Дніпро. Доцільність використання зенітного танка надзвичайно успішно реалізувалася застосуванням його як гарматної платформи для 20 мм зенітки, для боротьби з різноманітними повітряними цілями.
Однак досить проблематичним уявляється постійне використання його проти наземних цілей, так само як і при використанні платформи зі штурмовими гарматами, у цьому випадку була б необхідною взаємодія із власною піхотою. Але під вогнем супротивника вона часто залишалася лежати й не могла забезпечити захист зенітних танків від флангового вогню.
При рішучій протидії, застосування зенітних танків у наземному бою часто призводило до їхньої загибелі. Найнебезпечнішим супротивником екіпажа зенітного танка були при цьому обслуги протитанкових рушниць, що вели вогонь із добре обладнаних траншей. Радянські підрозділи мали на озброєнні значну кількість таких рушниць (14,5-мм ПТРД і ПТРС), які легко пробивали 13-мм броню Panzer I Ausf.A на відстані 500 м.

## Фінал на Східному фронті
614-й батальйон був знищений під Сталінградом, але більшість своїх ЗСУ він втратив ще до свого кінця.
Останні згадки про Flakpanzer I у військовій звітності датуються початком 1943 року, до цього часу жодна машина цього типу не вціліла. Після переробки в них танків Panzerkampfwagen I певний час броньовані ЗСУ в Третьому Рейху не проводилися, тільки в середині 1943 року в серію пішов Flakpanzer 38(t) з аналогічним озброєнням.